# Farnucos (sàtrapa)
Farnucos o Farnuques, (en llatí: Pharnuchus o Pharnuches, en grec antic: Φαρνοὺχος, Φαρνούχης) va ser un noble persa, oficial de Cir I d'Anxan o Cir el Vell.
Era quiliarca de la cavalleria en la guerra contra el rei Cressos de Lídia. Després de la conquesta de Babilònia, Cir el va nomenar sàtrapa de la Frígia Hel·lespòntica. L'esmenta Xenofont a la Ciropèdia.